# Serie A1 2005/06
Die Saison 2005/06 war die 72. Spielzeit der Serie A1, der höchsten italienischen Eishockeyspielklasse. Meister wurde zum insgesamt fünften Mal in der Vereinsgeschichte der HC Milano Vipers.

## Modus
In der Hauptrunde absolvierte jede der acht Mannschaften insgesamt 42 Spiele. Anschließend wurde die Liga in zwei Gruppen mit je vier Teilnehmern aufgeteilt. Die beiden bestplatzierten Mannschaften dieser Gruppen qualifizierten sich für Playoffs, in denen der Meister ausgespielt wurde. Für einen Sieg gab es zwei Punkte, bei einem Unentschieden gab es einen Punkt und bei einer Niederlage null Punkte. Gemäß ihrer Platzierung in der Hauptrunde erhielten die Mannschaften eine bestimmte Anzahl an Bonuspunkten für die zweite Saisonphase.

## Hauptrunde

### Tabelle
|    | Klub             | Sp | S  | U  | N  | Tore    | Punkte |
| -- | ---------------- | -- | -- | -- | -- | ------- | ------ |
| 1. | HC Milano Vipers | 42 | 24 | 6  | 12 | 143:104 | 54     |
| 2. | HC Alleghe       | 42 | 19 | 11 | 12 | 132:104 | 49     |
| 3. | Ritten Sport     | 42 | 19 | 10 | 13 | 122:113 | 48     |
| 4. | SG Cortina       | 42 | 19 | 7  | 16 | 122:104 | 45     |
| 5. | Asiago Hockey    | 42 | 18 | 8  | 16 | 113:109 | 44     |
| 6. | HC Bozen         | 42 | 15 | 10 | 17 | 115:110 | 40     |
| 7. | HC Pustertal     | 42 | 12 | 10 | 20 | 114:154 | 34     |
| 8. | SHC Fassa        | 42 | 8  | 6  | 28 | 103:166 | 22     |

Sp = Spiele, S = Siege, U = Unentschieden, N = Niederlagen

## Zweite Saisonphase

### Gruppe A
|    | Klub             | Sp | S | U | N | Tore  | Punkte (Bonus) |
| -- | ---------------- | -- | - | - | - | ----- | -------------- |
| 1. | HC Milano Vipers | 6  | 1 | 5 | 0 | 18:14 | 25(18)         |
| 2. | SG Cortina       | 6  | 2 | 3 | 1 | 16:14 | 22(15)         |
| 3. | Asiago Hockey    | 6  | 0 | 2 | 4 | 12:22 | 16(14)         |
| 4. | SHC Fassa        | 6  | 3 | 2 | 1 | 19:15 | 15(7)          |

Sp = Spiele, S = Siege, U = Unentschieden, N = Niederlagen

### Gruppe B
|    | Klub         | Sp | S | U | N | Tore  | Punkte (Bonus) |
| -- | ------------ | -- | - | - | - | ----- | -------------- |
| 1. | Ritten Sport | 6  | 4 | 1 | 1 | 33:24 | 25(16)         |
| 2. | HC Alleghe   | 6  | 4 | 0 | 2 | 30:20 | 24(16)         |
| 3. | HC Bozen     | 6  | 1 | 1 | 4 | 17:22 | 16(13)         |
| 4. | HC Pustertal | 6  | 2 | 0 | 4 | 18:32 | 15(11)         |

Sp = Spiele, S = Siege, U = Unentschieden, N = Niederlagen

## Playoffs

### Halbfinale
- HC Milano Vipers – HC Alleghe 3:1 (5:2, 4:5 n. V., 6:1, 6:5 n. V.)
- Ritten Sport – SG Cortina 3:2 (2:5, 4:6, 4:3 n. V., 3:1, 5:2)

### Finale
- HC Milano Vipers – Ritten Sport 3:0 (4:1, 3:1, 4:3 n. P.)

## Meistermannschaft des HC Milano Vipers
Nicola Barban – Christian Borgatello – Giuseppe Busillo – Giuseppe Chiesa – Mario Chitaroni – Ryan Christie – Paolo Della Bella – Mark Demetz – Michael Di Stefano – Magnus Eriksson – Dino Felicetti – Patrick Frizzera – Armin Helfer – Chris Joseph – Greg Koehler – Riku-Petteri Lehtonen – Alberto Lunini – Brett Lysak – Maurizio Mansi – Ilario Marchetti – Michael Mazzacane – Tommaso Migliore – Andrea Molteni – Matteo Molteni – Max Oberrauch – Justin Peca – Benedetto Pirro – Marco Pozzi – Marco Raymo – Ryan Savoia – Trevor Sherban – Michele Strazzabosco – Daniel Tkaczuk. Trainer: Adolf Insam